# 12465 Перз Ембой
12465 Перз Ембой (12465 Perth Amboy) — астероїд головного поясу, відкритий 3 січня 1997 року.
Тіссеранів параметр щодо Юпітера — 3,492.
Названий за містом Перз Ембой, що у штаті Колорадо.